# Chamaesphecia christophi
Chamaesphecia christophi is een vlinder uit de familie wespvlinders (Sesiidae), onderfamilie Sesiinae.
De wetenschappelijke naam van de soort is voor het eerst geldig gepubliceerd door Gorbunov & Špatenka in 2001. De soort komt voor in het Palearctisch gebied.